# Marisa Belausteguigoitia
María Isabel Belausteguigoitia Rius, conocida también como Marisa Belausteguigoitia (12 de marzo de 1958), es una profesora mexicana, doctora en Estudios de Crítica Cultural y Género por la Universidad de California,en Berkeley, fundadora y directora del proyecto Mujeres en espiral; así como investigadora y activista en materias relacionadas fuertemente vinculados con temas de género, frontera y crítica cultural. Es hermana de Imanol Belausteguigoitia Rius.
Actualmente es investigadora de segundo nivel del Sistema Nacional de Investigadores mexicano entre 2004 y 2013 fue directora del Programa Universitario de Estudios de Género (PUEG) de la Universidad Nacional Autónoma de México.
Belausteguigoitia en su trabajo “Descarados y deslenguadas” retoma el concepto violencia epistémica como forma de invisibilizar al otro expropiándolo de su posibilidad de representación, acuñado por la filósofa india Gayatri Spivak en su obra ¿Puede hablar el sujeto subalterno?.

## Trayectoria
Fue directora del Programa Universitario de Estudios de Género de la UNAM de 2004 a 2013.
El 15 de febrero de 2021 María Isabel Belausteguigoitia fue designada directora del Centro de Investigaciones y Estudios de Género (CIEG) para el periodo 2021-2025.
En el contexto post pandemia causada por el virus del SARS-CoV-2, María Isabel Belausteguigoitia Rius, externó su preocupación de regresar a las aulas con los antecedentes de la toma de los planteles de la Universidad Nacional Autónoma de México (UNAM); además, de la situación sanitaria y socio contextual a la que el alumnado debía adaptarse. Es así que, tomó acción y decidió involucrar al CIEG, de manera en la que se definieron procesos y soluciones pedagógicas vinculadas con los temas de preocupación con un rigor académico.
Así mismo, el CIEG -antes Programa de Estudios de Género (PUEG)-  obtuvo un diplomado respecto a la diversidad sexual (el cual sumó 12 ediciones), siendo así el primer lugar en México en tenerlo.
María Isabel inauguró un coloquio titulado "¿Hacia donde se encaminan las teorías queer?" para recalcar los obstáculos que atraviesa la comunidad en los diversos espacios, normas y trámites.

## Premios y reconocimientos
| Año  | Reconocimiento |
| ---- | --- |
| 2010 | Medalla Omecíhuatl por el Instituto de las Mujeres del Distrito Federal. |
| 2013 | Premio colectivo Margherita von Brentano de la Freie Universität Berlin. |
| 2015 | El documental en codirección con Mariana X. Rivera- “Nos Pintamos Solas,” fue premiado por el Festival FICFUSA 2015 de Colombia a la mejor dirección y mejor película.                                                             |
| 2016 | Cátedra Eminent Scholar en la Universidad de Maryland en Baltimore County. |
| 2019 | Cátedra Andrés Bello para el estudio de la cultura y civilizaciones en Latinoamérica de la Universidad de Nueva York. |
| 2021 | Cátedra Kreeger Wolf Visiting Professor del Departamento de Literatura Latinoamericana en el Programa de Teoría Crítica de la Universidad de Northwestern Cátedra George and Eleanor Woodyard Lecture de la universidad de Kansas. |

## Estudios
Licenciada en Pedagogía por la Facultad de Filosofía y Letras de la Universidad Autónoma de México. Pasaste de maestría en Literatura Iberoamericana en la Facultad de Filosofía y Letras de la UNAM y pasante de maestría en Teoría Psicoanalítica. Doctora en Estudios de Crítica Cultural y Género por la Universidad de California en Berkeley

## Publicaciones
Referencias de algunas de las publicaciones de su propia autoría, como editora, coordinadora o en co-autoría con otras investigadoras:
- Géneros Prófugos: Feminismo y Educación. En co-autoría con Araceli Mingo, 1ª ed. México, Paidós, 1999.

- Descarados y deslenguadas: el cuerpo y la lengua india en los umbrales de la nación.(2001, octubre 1). Debate Feminista, 24. Disponible en línea Archivado el 20 de octubre de 2020 en Wayback Machine..
- Fronteras y cruces: Cartografía de escenarios culturales latinoamericanos. Co-editado con Martha Leñero. UNAM-PUEG-FCPYS, México, 2006.
- Fronteras, violencia y justicia: nuevos discursos. Co-editado con y Lucía Melgar. UNAM-PUEG-UNIFEM, México, 2007. ISBN 978-970-32-4734-9
- Enseñanzas desbordadas. Como editoria. UNAM-PUEG-FCPYS, México, 2009. ISBN 978-607-02-0526-2
- Güeras y Prietas: género y raza en la construcción de mundos nuevos. UNAM-PUEG, México, 2009.
- En la punta de la lengua. Al filo de la imagen, libro conmemorativo por los 20 años del PUEG. Co-editado con Rían Lozano. PUEG/UNAM, México, 2012. ISBN 978-607-02-3597-9
- Pedagogías en Espiral. Experiencias y prácticas. Co-editado con Rían Lozano. PUEG/UNAM, México, 2013. ISBN 978-607-02-3637-2
- Pintar los Muros. Deshacer la cárcel. Como coordinadora y editora general. PUEG-UNAM, México, 2013. ISBN 978-607-02-4970-9
- Desposesión: Género, territorio y luchas por la autodeterminación. En coautoría con Josefina Saldaña PUEG/UNAM, México, 2015 . ISBN 978-607-02-6497-9
- Términos críticos en el pensamiento caribeño y latinoamericano. Trayectoria histórica e institucional. En coautoría con Yolanda Martínez- San Miguel y Ben Sifuentes, 2018.[1]